# Institut für Europäisches Medienrecht
Das Institut für Europäisches Medienrecht (EMR) e.V. ist ein medienrechtliches Fachinstitut auf dem Gebiet des Rundfunk-, Multimedia-, Telekommunikations- und Wettbewerbsrechts mit Sitz in Saarbrücken. Es hat das Ziel, die Vorgaben des europäischen Medienrechts für die deutschen Regelungen darzustellen und zugleich auf europäischer Ebene an der Fortentwicklung der Medienordnung mitzuwirken. Das Institut dient der Themenbearbeitung und Interessenwahrnehmung für private Rundfunkanbieter, öffentlich-rechtliche Anstalten, staatliche Aufsichtsorgane oder kommerzielle Teilnehmer am medienrechtlichen und medientechnischen Marktgeschehen.

## Geschichte
Der Verein wurde am 10. August 1990 in Saarbrücken gegründet. Gründungsdirektor war der Justitiar des Saarländischen Rundfunks (SR), Dieter Dörr. Außerdem waren an der Gründung der  Intendant des Saarländischen Rundfunks, Manfred Buchwald, sowie der Chef der Staatskanzlei des Saarlandes, Rechtsanwalt Reinhold Kopp, maßgeblich beteiligt. Weitere Gründungsmitglieder waren Rechtsanwalt Klaus Hümmerich, Mitglied der KEF, Norbert Holzer, Bürgermeister und Vorstandsmitglied der Landesanstalt für das Rundfunkwesen (LAR) (heute Landesmedienanstalt Saarland), Alfons Lauer, Medienreferent in der Staatskanzlei des Saarlandes, Steffen Müller, persönlicher Referent des Intendanten des SR und Leiter des Bereiches Internationale Beziehungen, Willi Gehrlein, Jurist beim SR, Eberhard Jost, Geschäftsführer der Telefilm Saar GmbH, Rechtsanwalt und Geschäftsführer der APR, Stephan Ory, sowie Petra Wolf, Justiziarin der LAR. Am 1. September 1992, eröffnete das Institut ein Verbindungsbüro in Brüssel.
Seit 1994 ist das Institut Partner der Europäischen Audiovisuellen Informationsstelle (EAI) in Straßburg, der die Mehrzahl der Mitgliedsstaaten des Europarates sowie die Europäische Kommission (für die Europäische Union) als Mitglieder angehören. In diesem Jahr begann die Entwicklung der Datenbank „Europäisches MedenInformationsSystem“ (EMIS), eine medienjuristisch aufbereitete Sammlung von zurzeit etwa 2300 Rechtstexten aus Europa. Seit 1998 betreut das Institut im Auftrag der deutschen Landesmedienanstalten die Online-Datenbank „Deutsches MedienInformationsSystem“ (DEMIS). DEMIS enthält mehr als 2000 teilweise sonst unveröffentlichte Entscheidungen deutscher und europäischer Gerichte und Verwaltungsbehörden. Um dieses Informationspotential auch einer Vermarktung zuführen zu können, wurden diese Datenbanken in die EMR Consulting & IT Systems GmbH integriert.
1997 gründete das Institut einen Forschungsbeirat, der das Institut bei der wissenschaftlichen Erarbeitung neuer Themenfelder und bei der dogmatischen Untermauerung gutachterlicher Erkenntnisse unterstützt. Der Beirat setzt sich aus Persönlichkeiten der Medienwissenschaft und -praxis zusammen. Seit Mai 2008 unterhält das EMR ein Verbindungsbüro in Berlin mit Rechtsanwalt Kopp als Repräsentanten. Ende des Jahres 2010 beging das Institut sein 20-jähriges Bestehen mit einem feierlichen Festakt in Berlin. Festredner waren u. a. der Präsident des Gerichtshofs des Europäischen Gerichtshofs, Vassilios Skouris, sowie der  Ministerpräsident des Saarlandes, Peter Müller.

## Institut
Die Tätigkeiten decken die Themenfelder Rundfunk- und das Telekommunikationsrecht ab sowie angrenzende Rechtsgebiete wie Urheber-, Presse-, Film- und Datenschutzrecht ab. Neben diesen Themen befasst sich das Institut auch mit Aspekten der Rechtsentwicklung der neuen Medien, beispielsweise E-Commerce und E-Government, sowie mit den Prinzipien der Zugangsoffenheit von Übertragungs- und Vertriebsplattformen für Medieninhalte und allgemein dem Wettbewerbs- und Kartellrecht.
Für die Zwecke der Zusammenarbeit mit der EAI sowie der Erstellung rechtsvergleichender Studien hat das Institut seit Mitte der 1990er Jahre ein internationales Korrespondentennetzwerk, das „EMR Media Network“, aufgebaut. Dieses besteht aus ca. 180 nationalen Medienrechtsexperten aus 40 europäischen Ländern, die das Institut bei der Informationserlangung und -aufbereitung unterstützen.
Das EMR ist außerdem Partner der deutschen Landesmedienanstalten und der EAI. Weiterer Kooperationspartner ist die Universität des Saarlandes mit der rechtswissenschaftlichen Fakultät und dem juristischen Zweig des Europa-Instituts. Zudem unterhält das Institut Partnerschaften zum Hans-Bredow-Institut an der Universität Hamburg, Institute for Information Law an der Universität Amsterdam und dem Media Law und Policy Centre in Moskau. Mitglieder des Vorstands des EMR nehmen zudem Lehraufträge an der Universität des Saarlandes und dem Mainzer Medieninstitut, wahr.
Ziel des Vereins ist es, als Informations- und Kommunikationsplattform einen Beitrag zur Entwicklung von Medienrecht und -politik zu leisten. Seit seiner Gründung hat das EMR  Konferenzen, Workshops, Panel und Expertengespräche durchgeführt.

## Tätigkeitsbereiche
Das Institut versteht sich als Dienstleister für:
- die Durchführung von europaweiten Veranstaltungen zu medienrechtlichen Themen;
- die Erstellung von Rechtsgutachten und wissenschaftlichen Ausarbeitungen für öffentliche und private Auftraggeber zu aktuellen medienrechtlichen Fragestellungen, die aktuellen Forschungsergebnisse werden unter EMR-Impulse regelmäßig veröffentlicht;
- die Anfertigung von Publikationen, die in der EMR-Schriftenreihe, dem institutseigenen Newsletter, dem IRIS Newsletter, der IRIS plus, der IRIS Spezial, der Fachzeitschrift MultiMedia und Recht und in  Fachzeitschriften, Büchern und Kommentaren veröffentlicht werden;
- die Beratung im Mediensektor in Europa, insbesondere in Zusammenarbeit mit dem Europarat, dem Europäischen Parlament, der Europäischen Kommission, dem Ausschuss der Regionen, den Parlamentsfraktionen in Deutschland, privaten und öffentlich-rechtlichen Rundfunkveranstaltern aus dem In- und Ausland, den Landesmedienanstalten und ausländischen Medienaufsichtsbehörden, Landesregierungen, sowie Verbänden und Stiftungen;

## Organisation
Die laufenden Geschäfte werden vom Direktorium, derzeit bestehend aus dem Direktor, Rechtsanwalt Stephan Ory und dem wissenschaftlichen Direktor Mark D. Cole, sowie dem geschäftsführenden Vorstandsmitglied Jörg Ukrow ausgeführt.
Organe des Vereins sind die Mitgliederversammlung und der von dieser gewählte Vorstand (Vorstandsvorsitzender ist derzeit Stephan Ory).
Der Trägerverein besteht aus ordentlichen und Fördermitgliedern, insgesamt ca. 70 Personen und 15 Institutionen. Die ordentlichen Mitglieder sind in der Regel Wissenschaftler und Praktiker aus dem Mediensektor, die Fördermitglieder rekrutieren sich vornehmlich aus privaten und öffentlich-rechtlichen Rundfunkveranstaltern des In- und Auslands sowie den Landesmedienanstalten.
Daneben besteht ein Forschungsbeirat, der den Verein in wissenschaftlichen Fragen begleitet.
Beschäftigt werden beim EMR mehrere Personen mit Befähigung zum Richteramt, eine Assistenzkraft sowie rechtswissenschaftliche Mitarbeiter.

## Publikationen
Das EMR ist Herausgeber einer eigenen Schriftenreihe mit derzeit mehr als 40 Bänden, in der Tagungen dokumentiert, Gutachten und Forschungsergebnisse publiziert sowie Dissertationen und Festschriften herausgegeben werden. Daneben werden Ergebnisse der EMR-Tätigkeiten in den oben (im Abschnitt Tätigkeitsbereiche) genannten Drittveröffentlichungen herausgegeben.